# Organización territorial de las Islas Marshall
Las Islas Marshall no tienen una división administrativa formal, pero tienen una división en 26 distritos legislativos que también corresponden a las islas deshabitadas y atolones del país:
| - Ailinginae - Ailinglaplap - Ailuk - Arno - Aur - Bikar - Bikini - Bokak - Ebon - Enewetak - Erikub | - Jabat - Jaluit - Jemo - Kili - Kwajalein - Lae - Lib - Likiep - Majuro - Maloelap - Mejit | - Mili - Namorik - Namu - Rongelap - Rongrik - Toke - Ujae - Ujelang - Utirik - Wotho - Wotje |